# ديفيد مونتانير
ديفيد مونتانير (بالإسبانية: David Muntaner Juaneda)‏ مواليد 12 يوليو 1983 في ميورقة، إسبانيا، هو دراج إسباني. شارك في دورة الألعاب الأولمبية الصيفية.

## روابط خارجية
- ديفيد مونتانير على موقع الاتحاد الدولي للدراجات (الإنجليزية)
- ديفيد مونتانير على موقع أرشيف الدراجات (الإنجليزية)
- ديفيد مونتانير على موقع إحصائيات الدراجات الإحترافية (الإنجليزية)
- ديفيد مونتانير على موقع نسبة الدراجات (الإنجليزية)
- ديفيد مونتانير على موقع CycleBase (الإنجليزية)
- ديفيد مونتانير على موقع اللجنة الأولمبية الدولية (الإنجليزية)
- ديفيد مونتانير على موقع أوليمبيديا (الإنجليزية)